# 螺旋桥
螺旋桥，旧称双螺旋桥，是新加坡连接滨海中心与滨海湾滨海南区滨海南的步行橋。它于2010年4月24日晚上9点正式开放。但由于滨海湾金沙正在进行施工，螺旋桥只开放一半的区域。螺旋桥在薛尔思桥和海湾道旁边。整桥于2010年7月18日开放。

## 建筑结构
设计团队是一个国际团队，由澳大利亚Cox Architecture建筑师团队、Arup公司的工程师团队以及新加坡的Architects 61公司组成。
桥的部分顶部由多孔玻璃和穿孔金属网制成，并沿着内螺旋的收敛于桥面上，为行人遮荫。这座桥有四个观景台，可欣赏新加坡天际线和滨海湾内发生的活动。

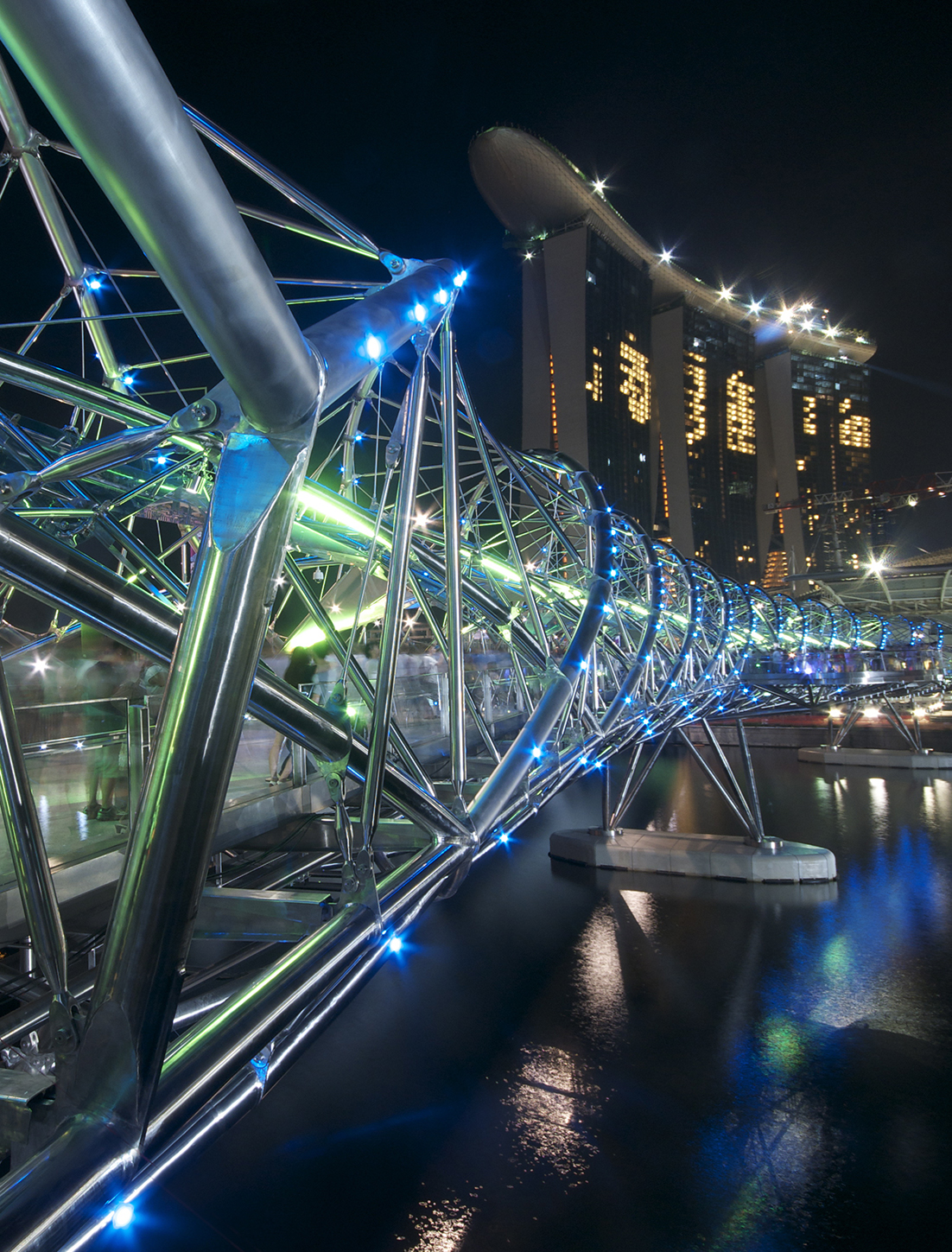
螺旋桥夜景

到了晚上，桥梁将被一系列强调双螺旋结构的灯光所照亮：成对的彩色字母C和G以及桥上的A和T在晚上以红色和绿色点亮，代表着DNA的四个碱基：胞嘧啶，鸟嘌呤，腺嘌呤和胸腺嘧啶。从而为游客创造特殊的视觉体验。与正常的右旋DNA不同，螺旋桥的设计结构类似于左旋DNA。因此在2010年被选入“左旋DNA名人堂”。
陆路交通管理局称，这是世界上建筑和工程桥梁设计方面的首创。同年，它在世界建筑节大奖中获得了“世界最佳交通建筑”奖。它还在2011年获得了BCA设计和工程安全卓越奖，并获得了建筑施工管理局（BCA）的认可。

## 设计

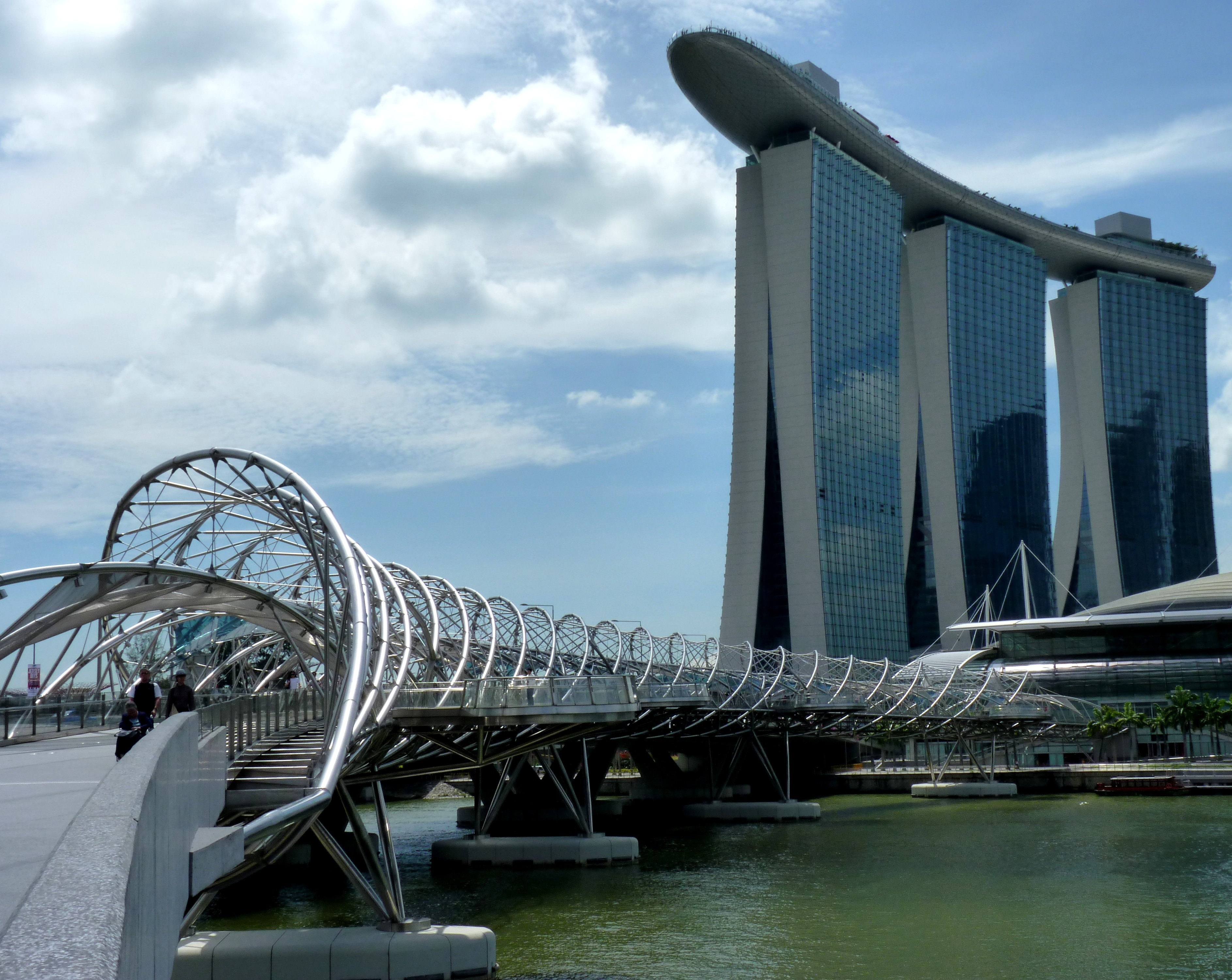
螺旋橋和濱海灣金沙酒店，新加坡。

一开始，该项目就遇到了一些挑战。设计师们希望桥梁呈弧形弯曲，以使其无缝地连接到两侧的滨海步道。由于熱帶氣候，建筑还应提供遮荫和避雨的庇护所。
由于要考虑到以上因素，加上人们想创造独特的地标性建筑，导致了这座桥的新颖独特的设计。该桥是根据BS 5950和SCI的设计指南进行设计的。
桥梁包括两个精致的螺旋结构，它们共同充当管状桁架以抵抗设计载荷。这种设计灵感来自弯曲的DNA结构。螺旋管仅在桥面板下的一个位置相互连接。这两个螺旋构件通过一系列的杆以及加强环保持连接，以形成刚性结构。不锈钢桥的两侧均由混凝土基台连接。
桥梁的两侧有一系列椭圆形的悬臂观景吊舱，每个吊舱可容纳约100人，延伸到海湾一侧，形成了“环形侧景”。
由于这种结构是受DNA结构启发的，因此建筑灯光设计应强调桥梁的形状和曲线，以凸显其DNA的结构。为此，在螺旋结构上安装了一系列动态彩色LED灯。朝外的灯光显示了桥梁的结构曲线。内层螺旋线使用白色灯光照亮行人道。

## DNA序列
朝滨海湾金沙的方向阅读DNA序列，其为“ATCTGGTCGAGCTCGGGTCCACTCCGGATTCTGTGTGTGTGTGTGTGTCAACTGAATGA”。它与任何已知的DNA序列都不匹配。